# Гергард Ліндер
Гергард Ліндер (нім. Gerhard Linder; 21 березня 1920, Мюннерштадт — 10 грудня 1996) — німецький офіцер-підводник, оберлейтенант-цур-зее крігсмаріне.

## Біографія
1 жовтня 1938 року вступив на флот. Після проходження навчання з 1 травня 1940 року служив на мінному тральщику M14. З 1 жовтня 1940 по 29 березня 1941 року пройшов курс підводника. 1 квітня 1941 року направлений на будівництво підводного човна U-571. З 22 травня 1941 року — 2-й, з березня 1942 року — 1-й вахтовий офіцер на U-571, на якому взяв участь у 5 походах. З 1 жовтня по 2 листопада 1942 року пройшов курс командира човна, після чого був переданий в розпорядження 24-ї флотилії. З 19 листопада 1942 року — командир U-579. 26 вересня 1944 року направлений на будівництво U-2515. З 19 жовтня 1944 року — командир U-2515, з 4 грудня 1944 року — U-3006, з 16 січня 1945 року — U-3515. 8 лютого 1945 року направлений на будівництво U-2554, проте воно не було завершене. З 5 квітня 1945 року — командир взводу 6-го полку морської піхоти 2-ї дивізії морської піхоти. 8 травня 1945 року взятий в полон британськими військами. 20 липня 1945 року звільнений.

## Звання
- Кандидат в офіцери (1 жовтня 1938)
- Морський кадет (1 липня 1939)
- Фенріх-цур-зее (1 грудня 1939)
- Оберфенріх-цур-зее (1 серпня 1940)
- Лейтенант-цур-зее (1 квітня 1941)
- Оберлейтенант-цур-зее (1 квітня 1943)

## Нагороди
- Нагрудний знак підводника (1 грудня 1941)
- Залізний хрест
  - 2-го класу (1 грудня 1941)
  - 1-го класу (26 вересня 1942)
- Хрест Воєнних заслуг 2-го класу з мечами (1 вересня 1944)